# Primera División 1913 (Argentinië)
In 1913 werd het 22ste seizoen gespeeld van de Primera División, de hoogste voetbaldivisie van Argentinië. Racing Club werd kampioen van de AAF en Estudiantes van de FAF. 

## Eindstand

### AAF

#### Eerste ronde
| Plaats | Club                      | Wed. | W  | G | V  | Saldo | Ptn. |
| ------ | ------------------------- | ---- | -- | - | -- | ----- | ---- |
| 1º     | Racing Club de Avellaneda | 14   | 12 | 0 | 2  | 41:5  | 36   |
| 2º     | CA San Isidro             | 14   | 11 | 2 | 1  | 44:8  | 36   |
| 3º     | CA River Plate            | 14   | 10 | 4 | 0  | 30:7  | 23   |
| 4º     | Belgrano Athletic         | 14   | 8  | 2 | 4  | 34:16 | 18   |
| 5º     | CA Boca Juniors           | 14   | 8  | 2 | 4  | 29:16 | 18   |
| 6º     | CA Platense               | 14   | 8  | 2 | 4  | 36:25 | 18   |
| 7º     | Quilmes AC                | 14   | 8  | 2 | 4  | 29:21 | 8    |
| 8º     | Estudiantes Buenos Aires  | 14   | 6  | 1 | 7  | 26:23 | 13   |
| 9º     | Estudiantil Porteño       | 14   | 5  | 3 | 6  | 32:33 | 13   |
| 10º    | CA Banfield               | 14   | 5  | 3 | 6  | 23:31 | 13   |
| 11º    | CA Comercio               | 14   | 4  | 2 | 8  | 26:34 | 10   |
| 12º    | Club Ferro Carril Oeste   | 14   | 1  | 4 | 9  | 16:31 | 6    |
| 13º    | Ferrocarril Sud           | 14   | 1  | 2 | 11 | 17:51 | 4    |
| 14º    | CA Olivos                 | 14   | 1  | 2 | 11 | 10:49 | 4    |
| 15º    | Riachuelo                 | 14   | 0  | 3 | 11 | 8:51  | 3    |

|  | Gekwalificeerd voor Groep A |
|  | Gekwalificeerd voor Groep B |
|  | Gekwalificeerd voor Groep C |

#### Tweede ronde

##### Groep A
| Plaats | Club                      | Wed. | W  | G | V | Saldo | Ptn. |
| ------ | ------------------------- | ---- | -- | - | - | ----- | ---- |
| 1º     | Racing Club de Avellaneda | 18   | 15 | 1 | 2 | 47:6  | 31   |
| 1º     | CA River Plate            | 18   | 13 | 5 | 0 | 36:9  | 31   |
| 3º     | CA Platense               | 18   | 9  | 3 | 6 | 38:32 | 21   |
| 4º     | Belgrano Athletic         | 18   | 8  | 2 | 8 | 34:16 | 18   |
| 5º     | CA Banfield               | 18   | 6  | 4 | 8 | 24:36 | 16   |

|  | Play-off |

Play-off
|             |             |       |                |                                  |
| 21 december | Racing Club | 3 – 0 | CA River Plate | Estadio Estudiantes Buenos Aires |
| 21 december |             |       |                | Estadio Estudiantes Buenos Aires |

##### Groep B
| Plaats | Club                     | Wed. | W  | G | V  | Saldo | Ptn. |
| ------ | ------------------------ | ---- | -- | - | -- | ----- | ---- |
| 1º     | CA San Isidro            | 19   | 14 | 4 | 1  | 53:13 | 32   |
| 2º     | CA Boca Juniors          | 19   | 12 | 3 | 4  | 35:19 | 27   |
| 3º     | Quilmes                  | 19   | 8  | 2 | 9  | 29:21 | 18   |
| 4º     | Estudiantes Buenos Aires | 19   | 7  | 3 | 9  | 32:32 | 17   |
| 5º     | Estudiantil Porteño      | 19   | 7  | 3 | 9  | 43:44 | 17   |
| 6º     | CA Comercio              | 19   | 6  | 3 | 10 | 30:42 | 15   |

|  | Geplaatst voor de finale |

##### Groep C
| Plaats | Club                    | Wed. | W | G | V  | Saldo | Ptn. |
| ------ | ----------------------- | ---- | - | - | -- | ----- | ---- |
| 1º     | Club Ferro Carril Oeste | 917  | 2 | 5 | 10 | 22:36 | 9    |
| 2º     | Ferrocarril Sud         | 17   | 3 | 2 | 12 | 19:54 | 8    |
| 3º     | CA Olivos               | 17   | 2 | 3 | 12 | 15:51 | 7    |
| 4º     | Riachuelo               | 17   | 1 | 3 | 13 | 16:62 | 5    |

|  | Degradatie |

#### Finale
|             |             |       |               |                      |
| 28 december | Racing Club | 2 – 0 | CA San Isidro | Hipódromo de Palermo |
| 28 december |             |       |               | Hipódromo de Palermo |

### FAF
| Plaats | Club                            | Wed. | W  | G | V  | Saldo | Ptn. |
| ------ | ------------------------------- | ---- | -- | - | -- | ----- | ---- |
| 1º     | Estudiantes de La Plata         | 18   | 14 | 3 | 1  | 64:16 | 31   |
| 2º     | Gimnasia y Esgrima Buenos Aires | 18   | 11 | 6 | 1  | 46:19 | 28   |
| 3º     | Argentino de Quilmes            | 18   | 12 | 3 | 3  | 38:21 | 27   |
| 4º     | Club Kimberley                  | 18   | 9  | 3 | 6  | 34:31 | 21   |
| 5º     | CA Independiente                | 18   | 7  | 5 | 6  | 39:33 | 19   |
| 6º     | Hispano Argentino               | 18   | 8  | 1 | 9  | 21:40 | 17   |
| 7°     | CA Tigre                        | 18   | 6  | 3 | 9  | 23:38 | 15   |
| 8°     | CA Porteño                      | 18   | 4  | 4 | 10 | 26:32 | 12   |
| 9°     | CA Atlanta                      | 18   | 3  | 2 | 13 | 33:57 | 8    |
| 10°    | Sportiva Argentina              | 18   | 0  | 2 | 16 | 15:52 | 2    |

|  | Kampioen   |
|  | Degradatie |